# 7.62x39mm弾
7.62x39mm弾は、第二次世界大戦中のソビエト連邦で開発された小銃弾であり、中間弾薬としての性格が強い短小弾である。ソ連軍での制式名称は1943年式7.62mm弾（7,62-мм патрон обр .1943 года）

## 概要
世界で最も有名なライフルと言われているAK-47はこの弾を使用する銃器として戦後すぐに開発された。1970年代までソビエトでは最もスタンダードな銃弾であり、現在においても世界中で軍用から猟用にいたるまで幅広く使用されている。
開発に影響を与えたドイツ軍の短小弾7.92x33mm弾と同じく、自動小銃でフルオート射撃する時の反動を抑えながら、300m以内でのマンサイズターゲットを問題なく狙える弾道性能を持っている。
ミリメートルでの呼称は7.62でいわゆる30口径であるが.308winや30-06等の西側諸国の30口径の弾頭径が0.308インチであるのに対し、0.312インチという若干大きい弾頭径を持つ。

弾頭は舟形（boat-tail)をしており、弾芯は鉄製でその周りに鉛がかぶせられ、さらに銅ジャケットで覆われている。鉄製弾芯であることから徹甲弾と誤解されることがあるが、鉄より高価な鉛の使用量を減らすことが目的である。とはいえ実際の性能面でも、7.62x39mm弾はカービン弾ながらフルサイズ小銃弾である7.62x51mm NATO弾（鉛弾芯銅コート）に匹敵するほどの貫通力を有しており、ボディーアーマーで身を固めた相手にも有効性が高い。プライマーは共産圏でよく使用されるベルダンプライマーで薬莢は鉄製である。
薬莢は円錐形状にテーパーをつけることで、薬室との摩擦を抑え装填・抽筒を容易にしており、AK-47の高信頼性の一助となっている。AK-47の弾倉が“バナナマガジン”と形容されるほど曲がっているのはこの強いテーパーのためである。弾頭の形は改良されたこともあったが、薬莢は開発されてからほとんど手を加えられていない。鉄薬莢は一般的な真鍮製薬莢に比べ廉価だが錆びに弱いため、ラッカー塗料で錆び止めした上、缶詰に密閉して出荷されることが多い。
7.62x39mmの後継は5.45x39mm弾であり、物理的な威力は7.62mm弾に劣るが、小口径であるがゆえに銃口初速が速く、より長射程になっている。また弾頭重量が軽いため反動が小さく、フルオートマチックでの射撃もより容易になっている。これは米軍が使用弾薬を7.62x51mm NATO弾から5.56x45mm NATO弾（現在はSS109）に変えたことに呼応したためである。しかし7.62x39mm弾は、7.62mmNATO弾を切り替えさせた最大の要因である、フルオート射撃を困難にするほど反動が過大ではなく、携行弾数にかかる弾薬の重量やサイズも一段小さかったことから、多大な負担をもって主力弾薬の供給体制切替を行うほどの必要性を認めない国が少なくなかった。また、ボディアーマーが犯罪者やテロリスト等にまで普及が進み、小口径高速弾の威力不足が問題になってきたこともあり、NATO弾ほど大規模な更新・普及がなされないまま5.45mm弾と並行して配備が続いている。
7mm以上のライフル実包の中で反動は比較的に低い特性から、特に日本のような狩猟における半矢(獲物に命中してもすぐに止まらず、そのまま逃げられてしまうこと)を減らすため小口径弾の狩猟使用を規制する地域で、狩猟にも使用されている。弾道特性がアメリカの伝統な狩猟用実包.30-30 Winchesterに近く、長距離精密射撃に向いてないが、軍用短小弾の設計コンセプト通り、300ｍ以内でのイノシシかオジロジカなど中型動物の狩猟に向いている。。
北米での民生利用が広がると共に、ウィンチェスター、レミントンとホーナディなどアメリカの大手弾薬製造会社が民生向けの高精度7.62x39mm狩猟用実包を製造・販売している。また、これら民生向け実包は旧共産圏諸国製軍用実包と違って真鍮薬莢を使用するため、ハンドロードに再利用することもできる。
民生用ライフルの中、軍用自動小銃から猟銃に転用されるSKS、アサルトウェポンの構造を排除したヴァルメハンターとモロトハンター、またSig MCX-Regulatorの他、半自動のスターム・ルガーMini30、ボルトアクションの豊和M1500、CZ 527と後継モデルのCZ 600、Ruger American Rifleなどのライフル銃がこの実包を使用するものとして知られる。

## 歴史
1942年、ソビエト連邦において、新型自動火器のコンセプトが発表された。この新型火器は小型軽量で、戦場における兵士の積極的な活動を可能とし、短機関銃よりも射程があり、短距離から中距離での戦闘に十分な性能を備えるものとされた。しかし、戦時下において新型弾薬を設計する時間的な余裕はなく、この時点では既存の拳銃弾7.62x25mmトカレフ弾を用いることとされた。その後、同じくトカレフ弾を使う軽機関銃の設計が試みられた。短機関銃は射撃距離が200mを超えると精度が著しく低下するが、比較的重い銃身や二脚などを備える軽機関銃であれば、同じ弾薬でも長射程が期待できるのである。そのため、この新たな軽機関銃は短機関銃と従来型軽機関銃のギャップを埋める装備と位置づけられた。この種の軽機関銃として最も成功したのは、LAD軽機関銃であった。しかし、既存拳銃弾を用いる軽機関銃の開発は、ドイツ製突撃銃の影響を受けた別プロジェクトの開始もあり、1943年10月に中止された。
1942年末、ドイツ製突撃銃MKb.42(H)が鹵獲された。ソ連の銃器設計者らは、突撃銃そのものよりも、銃の特性を実現せしめた7.92x33mm弾に注目した。当局では同等の新型弾（いわゆる中間弾薬）およびこれを用いる一連の火器の設計を急ぐこととなる。1943年8月、砲兵総局は新型弾を用いる汎用火器システム（自動カービン、自動小銃、軽機関銃を兼ねる火器）の設計要件を示した。この時点では使用するべき新型弾薬が未だ存在せず、後に銃と並行して開発されたため、プロジェクトの複雑化を招いた。
- 二脚、銃剣、弾倉、負い紐、その他付属品を取り付けたときの総重量は5kgを超えてはならない。
- 銃剣を除いた全長は900 - 1,000mm。
- 着剣時の全長は1200 - 1,300mm
- 少なくとも30連発の容量を持つ弾倉から給弾を行う。
- 最大射程は1,000mで、50mごとに切替可能な照準器を備えなければならない。
- 射程距離内での戦闘における単発射撃の精度は、7.62mm仕様M1891/30小銃の戦闘における精度よりも劣っていてはならない。また、連発射撃の精度は、DP軽機関銃に劣っていてはならない。
- 射撃速度は600発/分以下でなければならず、バースト射撃（3 - 5発）を行う場合の実際の射撃速度は80発/分以上、単発射撃を行う場合の実際の射撃速度は35発/分でなければならない。
- 火器の寿命は、少なくとも20,000発の射撃に耐えなければならない。

1943年7月から設計が始まった新型弾薬は、9月に1943年式7.62mm弾（7,62-мм патрон обр .1943 года）、すなわちM43弾として採用された。以後はこの弾薬を用いて新型火器の開発が進められていくこととなる。

## 価格
7.62x39mm弾はセンターファイヤーライフル弾（雷管が薬莢の中心にある弾）としては屈指の安さを長年誇ってきた。ライフル弾の中では最安の部類に入り、2006年初頭に軍用の7.62x39mm弾の値段が跳ね上がり、ロシアからアメリカに輸出される高品質な7.62x39mm弾が一発17セントになるまで長らく1発10セント（約12円）ほどの値段であった。
この安さは驚異的で、拳銃弾や種類によっては22ロングライフル弾といった弾よりも安い場合がある。しかし近年、弾薬のアメリカにおける市場価格は2倍近くに高騰している。これはアフガニスタンやイラクの軍隊をアメリカが再建支援しているためで、これにより大量の7.62x39mm弾が発注されたことによる（アフガニスタンやイラクの軍、警察では大量のAK-47とその派生型が使用されている）。しかしながら、2007年の時点でアメリカ市場において最も安いライフル弾であることに変わりはない。

## 使用状況
- AK-47 -  ナミビア、 ブルガリア、 マダガスカル、 モザンビーク、 モルドバ、 モンゴル、 ラオス、 リビア、 ルワンダ
- AK-103 -  ベネズエラ
- AK-203 -  インド
- ガリルACE -  ベトナム
- 81式自動歩槍 -  バングラデシュ
- ツァスタバ M70 -  北マケドニア
- Rk-62 -  フィンランド
- Vz 58 -  スロバキア